# فيل داير
فيل داير (بالإنجليزية: Phil Dyer)‏ هو سياسي أمريكي، ولد في 6 يوليو 1951.